# Carme (mitologia)
Carme é uma entidade ninfa da mitologia grega, mãe de Britomártis e assistente de Ártemis.